# 京都物語
「京都物語」（きょうとものがたり）は、原由子の楽曲。 2010年6月23日に発売された自身の2作目のベスト・アルバム『ハラッド』の1曲目に収録されている。作詞・作曲・編曲は桑田佳祐、ストリングス・アレンジは原由子が担当。
2016年12月12日からは主要配信サイトにてダウンロード配信、2019年12月20日からはストリーミング配信が開始されている。

## 背景
2010年6月23日に発売された原の2作目のベスト・アルバム『ハラッド』の1曲目に唯一の新曲として収録されている。作者の桑田佳祐はこの年の夏に食道がんで活動を休止したため、入院前にこの曲を制作できた事に感謝する発言を後にしている。

## 制作・音楽性
タイトルにある通り舞台はかねてから作者の桑田が「好きなんです」と著書などで述べていた京都であり、悲恋が描かれた楽曲。歌詞の中には京都の名所（鴨川、南禅寺、嵐山、河原町）やそこでの四季を想起させるフレーズ（花灯路の東山、祇園囃子、送り火、紅葉、雪、桜）が随所に出てきている。これは桑田が2010年4月上旬に京都を訪れ、同年4月5日・6日には直ぐにそれをテーマに作詞に取り掛かっていたことが影響している。また、四季を取り入れたことについては都をどりの影響があったこともインタビューで語っている。桑田は「京都に久しぶりに行ったときに日本の文化の良さを再認識して、そういうことに触発されてできた」「原さんにぴったりな楽曲」と本楽曲の制作の経緯と出来栄えを自ら簡潔に語っている。ミュージック・ビデオが存在しており、タイトル通りすべて京都で撮影されたものになっている。俳優の結城貴史が主演を務めており、祇園、嵐山、南禅寺などでも撮影され、着物姿の原が歌うシーンが存在したり、舞妓が登場したりと京都の情緒溢れる季節感と日本情緒が漂う美しい映像に仕上がっている。このMVについてCDジャーナルの記事では「さながら短編映画のような出来となっています」といった評価がなされている。
本楽曲は桑田が得意とする歌謡曲テイストの楽曲で、16ビートのバッキングと生音のギターで鳴らすアルペジオが特徴。これは奥村チヨの「終着駅」がヒントとなっている。また、原の歌謡曲風の曲にフォークギターテイストのものがこれまでなかったこともきっかけの一つとなった。原はビリーバンバンの「さよならをするために」のような歌謡曲を意識してストリングス・アレンジを行った。
本楽曲を制作するにあたり桑田は原に「前川清のように直立不動で、ときどきコブシをまわして」といった歌唱指導を行っている。また、原は「歌人が愛でたは」の部分を京都弁を意識して歌ったことを述べている。原はこの曲ではキーボードを弾いていないため、「恋は、ご多忙申し上げます」「じんじん」以来のハンドマイクを持っての歌唱を行った。

## 批評
原は過去に女友達と共に京都を旅行した経験があったため、歌詞の内容に対してより共感できたという。

## プロモーション
テレビ披露
- ミュージックステーション（テレビ朝日、2010年6月11日）
「京都物語」を披露[15]。
- A-Studio（TBS、2010年6月18日）
「そんなヒロシに騙されて」「京都物語」を披露[16][17]。
- Music Lovers（日本テレビ、2010年6月27日）
「そんなヒロシに騙されて」「花咲く旅路」「与作[注 3]」「京都物語」「夢をアリガトウ」を披露[19][20]。
- 僕らの音楽（フジテレビ、2010年7月9日）
「私はピアノ」「鎌倉物語」「京都物語」を披露[21]。

## 参加ミュージシャン
- 京都物語[9]
  - 原由子:Vocal[9]
  - 斎藤誠:Acoustic Guitars[9]
  - 片山敦夫:Keyboards＆Synthesizer[9]
  - 角谷仁宣:Computer Programming[9]
  - 西村浩二, 菅坡雅彦:Trumpet[9]
  - 金原千恵子ストリングス：Strings[9]
  - 桑田佳祐:Chorus[9]

## 収録アルバム
| 曲名     | 作品名   |
| -------- | -------- |
| 京都物語 | ハラッド |

## ミュージック・ビデオ収録作品
| 曲名     | 作品名  | 備考                                                                  |
| -------- | ------- | --------------------------------------------------------------------- |
| 京都物語 | Harvest | アルバム『婦人の肖像 (Portrait of a Lady)』の初回限定盤A・Bのみ収録。 |